# Горынцев, Василий Васильевич
Василий Васильевич Горынцев (1942—2000) — советский и российский военный деятель и педагог, кандидат военных наук, генерал-майор. Первый заместитель командующего 53-й ракетной армии (1989—1993). Начальник Пермского военного института ракетных войск (1993—2000).

## Биография
Родился 12 января 1942 года в Вологодской области.
С 1961 по 1966 год обучался в Пермском высшем командно-инженерном училище. С 1966 года служил в составе Ракетных войск стратегического назначения СССР. С 1966 по 1970 год служил на различных командно-штабных и инженерных должностях, в том числе начальником артиллерийского расчёта, командиром артиллерийского отделения, заместителем командира артиллерийской группы. С 1970 по 1976 год — заместитель командира 532-го ракетного полка по боевому управлению, а с 1976 по 1977 год — 532-го ракетного полка. В составе полка под руководством В. В. Горынцева состояли десять ракетных установок с жидкостной двухступенчатой межконтинентальной баллистической ракеты шахтного базирования «УР-100».
С 1977 по 1980 год обучался на командном факультете Военной академии имени Ф. Э. Дзержинского, которую окончил с отличием. С 1980 по 1982 год — начальник штаба и заместитель командира, а с 1982 по 1986 год — командир 46-й ракетной дивизии, в составе 43-й ракетной армии. В частях дивизии под руководством В. В. Горынцева состояли стратегические пусковые ракетные установки  с жидкостной межконтинентальной баллистической ракетой шахтного базирования «УР-100НУ». В 1984 году Постановлением СМ СССР В. В. Горынцеву было присвоено воинское звание генерал-майор.
С 1988 по 1986 год обучался в Военной ордена Ленина Краснознамённой ордена Суворова академии Генерального штаба Вооружённых Сил СССР имени К. Е. Ворошилова. С 1988 по 1989 год — заместитель командующего 50-й ракетной армии по боевой подготовке. С 1989 по 1993 год — первый заместитель командующего и член Военного совета 53-й ракетной армии, в состав соединений армии входили стратегические ракетные комплексы с жидкостной двухступенчатой межконтинентальной баллистической ракетой шахтного базирования «УР-100К». С 1993 по 2000 год — начальник Пермского военного института ракетных войск имени В. И. Чуйкова.
Скончался 9 июня 2000 года находясь на службе от острой сердечной недостаточности, похоронен в Перми.

## Награды
- Орден «За военные заслуги»
- Орден Красного Знамени
- Орден Красной Звезды[1]